# ダイアモンド・ヘッド (ダイアモンド・ヘッドのアルバム)
『ダイアモンド・ヘッド』（Diamond Head）は、イングランドのヘヴィメタル・バンド、ダイアモンド・ヘッドが2016年に発表した7作目のスタジオ・アルバム。9年ぶりの新作アルバムに当たる。

## 背景
2004年より在籍していたボーカリスト、ニック・タートは2014年に脱退し、ラスマス・ボム・アンダーセンを後任に迎えた編成で制作された。バンドの中心人物ブライアン・タトラーは、アンダーセンに関して「俺は新しいレコードを作ることに興味がなかったけど、ラスと共にヨーロッパ・ツアーをやって、急に考えが変わった。彼と一緒にレコードを作りたいと思ったよ」、本作の音楽性に関して「初期のアルバムに倣ってみた面もあるけど、俺はいつでも、自分達の音楽にできるだけ新しい要素を持ち込んでいきたいと思っている」と語っている。

## 評価
ジョニー・シャープはloudersond.comにおいて「ラスマス・ボム・アンダーセンの歌は、オリジナル・ボーカリストのシーン・ハリスのスタイルに近く、冒頭の息もつかせぬアップ・テンポな2曲"Bones"と"Shout at the Devil"（モトリー・クルーの同名曲とは無関係）を、より一層爽快にしている。しかし、バンド・サウンドの燃料となっているのは、なおもブライアン・タトラーの手によるリフである」と評している。小澤明久は『YOUNG GUITAR』誌のレビューにおいて「トラディショナルなヘヴィ・メタルの様式に則りながら、ほど良いスリル感をもって力強く聴き手の耳を引っ張ってくれる」と評している。また、『CDジャーナル』のミニ・レビューでは「原点回帰と言わんばかりのヘヴィ・メタルが貫かれている。特にオールド・ファンは必聴の傑作だ」と評されている。

## 収録曲
全曲ともダイアモンド・ヘッド作。
1. ボーンズ - "Bones" - 4:12
2. シャウト・アット・ザ・デヴィル - "Shout at the Devil" - 4:04
3. セット・マイ・ソウル・オン・ファイア - "Set My Soul on Fire" - 4:24
4. シー・ユー・ライズ - "See You Rise" - 4:16
5. オール・ザ・リーズンズ・ユー・リヴ - "All the Reasons You Live" - 5:23
6. ウィザード・スリーヴ - "Wizard Sleeve" - 3:18
7. アワ・タイム・イズ・ナウ - "Our Time Is Now" - 4:27
8. スピード - "Speed" - 4:07
9. ブラッド・オン・マイ・ハンズ - "Blood on My Hands" - 4:24
10. ダイアモンズ - "Diamonds" - 3:24
11. サイレンス - "Silence" - 6:24

### 日本盤ボーナス・トラック
1. キングス・アンド・クイーンズ - "Kings & Queens" - 5:23
2. オール・ザ・リーズンズ・ユー・リヴ（オーケストラル・ミックス） - "All the Reasons You Live (Orchestral Mix)" - 5:24

## 参加ミュージシャン
- ラスマス・ボム・アンダーセン - ボーカル
- ブライアン・タトラー - リードギター、リズムギター
- アンディ・アバーリー - リズムギター、リードギター
- エディ・ムーハン - ベース
- カール・ウィルコックス - ドラムス